# Hockey Pro League
De Hockey Pro League is een internationaal veldhockeytoernooi dat sinds 2019 jaarlijks door de FIH wordt georganiseerd en waar de beste landen ter wereld aan meedoen. In 2017 heeft de FIH de opzet en de deelnemende landen gepresenteerd. Deze landen liggen voor vier edities vast. De Pro League is de opvolger van de Champions Trophy en de Hockey World League. Het toernooi is ook een van de kwalificatietoernooien voor het eerstvolgende wereldkampioenschap of de Olympische Spelen.

## Opzet
Zowel bij de mannen als bij de vrouwen spelen de negen landen twee keer tegen elk ander land. De wedstrijden worden gespeeld van januari tot juni.
2019
Elk land speelt een keer thuis en een keer uit tegen elk ander team. Allereerst worden de wedstrijden gespeeld op het zuidelijk halfrond; de landen van het noordelijk halfrond spelen daar al hun uitwedstrijden tegen de landen van het zuidelijk halfrond. In dezelfde periode spelen alle landen van het zuidelijk halfrond hun onderlinge wedstrijden. Vervolgens wordt het noordelijk halfrond aangedaan en spelen de noordelijke landen hun thuiswedstrijden tegen de zuidelijke en spelen ze hun onderlinge wedstrijden.
De beste vier landen spelen direct aansluitend in een finaletoernooi om de titel.
2020/21
De thuis- en uitwedstrijden worden in het ene jaar allebei thuis en in het volgende jaar allebei uit gespeeld. Teams moeten hierdoor minder reizen hetgeen kosten bespaart, beter is voor het welzijn van de spelers en beter voor het milieu. Er is geen afsluitend finaletoernooi meer.
2021/22
Vanaf 2022 degradeert het team dat als laatste eindigt en promoveert de winnaar van de nieuwe Intercontinental Cup naar de Hockey Pro League.

## Deelnemende landen
De FIH heeft de negen landen geselecteerd die aan de eerste vier edities deelnemen. In december 2016 heeft de FIH alle landen uit de top-16 van de wereldranglijst een uitnodiging gestuurd met informatie over de selectieprocedure. Geïnteresseerde landen konden tot eind april 2017 uitgebreide informatie aanleveren omtrent de vastgestelde criteria. Tegelijkertijd voerde de FIH gesprekken met de nationale televisiestations over de mogelijke media-aandacht. In totaal reageerden bij de mannen 12 landen en bij de vrouwen 14 landen en heeft de FIH de negen deelnemers geselecteerd. Bij de mannen vielen Ierland, Maleisië en Spanje af, bij de vrouwen België, Ierland, Italië, Japan en Spanje. Een maand na de bekendmaking van de teams kwam het bericht dat India zich terug heeft getrokken. Eind juli 2017 werd bekend dat Spanje bij de mannen en België bij de vrouwen de vervangers zijn. Beide landen waren destijds als eerste reserve aangewezen. Pakistan (enkel met het mannenteam vertegenwoordigd), werd tijdens de eerste editie geschorst nadat het bij de eerste drie wedstrijden niet was komen opdagen. India werd vanaf 2020 als vervanger aangewezen.
Deelnemende landen 2019-2022
| Mannen           | Vrouwen          |
| ---------------- | ---------------- |
| Argentinië       | Argentinië       |
| Australië        | Australië        |
| België           | België           |
| Duitsland        | Duitsland        |
| Groot-Brittannië | Groot-Brittannië |
| Nederland        | Nederland        |
| Nieuw-Zeeland    | Nieuw-Zeeland    |
| India*           | China            |
| Spanje           | Verenigde Staten |

* vanaf 2020 als vervanger van het geschorste Pakistan

## Erelijst

### Mannen
| Editie                    | Locatie          | Goud      | Zilver           | Brons            |
| ------------------------- | ---------------- | --------- | ---------------- | ---------------- |
| Hockey Pro League 2019    | Amstelveen       | Australië | België           | Nederland        |
| Hockey Pro League 2020–21 | geen finaleronde | België    | Australië        | Duitsland        |
| Hockey Pro League 2021–22 | geen finaleronde | Nederland | België           | India            |
| Hockey Pro League 2022–23 | geen finaleronde | Nederland | Groot-Brittannië | België           |
| Hockey Pro League 2023–24 | geen finaleronde | Australië | Nederland        | Groot-Brittannië |
| Hockey Pro League 2024–25 | geen finaleronde | Nederland | België           | Spanje           |

### Vrouwen
| Editie                    | Locatie          | Goud       | Zilver     | Brons            |
| ------------------------- | ---------------- | ---------- | ---------- | ---------------- |
| Hockey Pro League 2019    | Amstelveen       | Nederland  | Australië  | Duitsland        |
| Hockey Pro League 2020–21 | geen finaleronde | Nederland  | Argentinië | Groot-Brittannië |
| Hockey Pro League 2021–22 | geen finaleronde | Argentinië | Nederland  | India            |
| Hockey Pro League 2022–23 | geen finaleronde | Nederland  | Argentinië | Australië        |
| Hockey Pro League 2023–24 | geen finaleronde | Nederland  | Duitsland  | Argentinië       |
| Hockey Pro League 2024–25 | geen finaleronde | Nederland  | Argentinië | België           |

Mannen:
2019, 2020/21, 2021/22, 2022/23, 2023/24, 2024/25
Vrouwen:
2019, 2020/21, 2021/22, 2022/23, 2023/24, 2024/25